# Emmanuelle l'antivierge
Série Emmanuelle
Emmanuelle
(1974) Good-bye, Emmanuelle
(1977)
Pour plus de détails, voir Fiche technique et Distribution.
Emmanuelle l'antivierge, parfois connu sous le titre Emmanuelle 2, est un film français réalisé par Francis Giacobetti, sorti en 1975.
Il s'agit de la suite du film Emmanuelle et donc du second volet de la série de films Emmanuelle.

## Synopsis
Au début du film, Emmanuelle prend le bateau pour Hong Kong pour rejoindre son mari, Jean. Comme il n'y a plus de cabines disponibles, elle doit dormir dans un dortoir entièrement féminin. Pendant la nuit, elle est réveillée par la jeune fille du lit voisin, qui lui dit qu'elle a peur de dormir dans une salle pleine de femmes parce qu'elle a été violée par trois filles à l'école à Macao, mais elle reconnait quand même qu'elle a apprécié. Emmanuelle prend cela comme une invitation et les deux femmes font l'amour.
Arrivée à Hong Kong, Emmanuelle retrouve Jean et, après quelques tentatives, parvient à avoir des retrouvailles sexuelles passionnées. Emmanuelle se glisse dans la vie de la communauté des expatriés de Hong Kong. Elle se lie d'amitié avec Anna Maria, la jeune fille de Peter, un des amis de Jean. Les deux échangent des confidences sexuelles et Anna Maria est forcée d'admettre qu'elle est toujours vierge. Emmanuelle tente d'y remédier.
Au cours du film, Emmanuelle a une série de rencontres sexuelles. Elle a des relations sexuelles avec le professeur de danse d'Anna Maria tout en regardant un dessin animé érotique sur une machine de peep show, et avec un homme tatoué dans le vestiaire du club de polo. Elle éprouve des fantasmes sexuels vifs lors d'une séance d'acupuncture et se fait également passer pour une prostituée au Jade Garden, un bordel notoire de Hong Kong, où elle a des relations sexuelles avec un groupe de marins (scène montrée en flashback lorsqu'elle raconte cela à Jean). Avec Jean et Anna Maria, elle visite des bains publics, où ils reçoivent des massages corporels torrides et complets par un trio de femmes thaïlandaises.
Emmanuelle, Jean et Anna Maria partent en voyage à Bali où ils assistent à une représentation de Kecak. Lorsque Jean sort de la douche ce soir-là, il trouve Emmanuelle et Anna Maria qui l'attendent sur le lit. Emmanuelle déshabille Anna Maria et lui fait l'amour, avant de s'asseoir et de sourire d'un air approbateur tandis que Jean prend la virginité de la jeune femme.

## Fiche technique
- Titre original : Emmanuelle l'antivierge ou Emmanuelle 2[2]
- Réalisation : Francis Giacobetti
- Scénario : Bob Elia et Francis Giacobetti (non crédité)
- Musique : Francis Lai
- Photographie : Robert Fraisse
- Montage : Marie-Sophie Dubus
- Distribution des rôles : Claude Muller
- Décors : François de Lamothe
  - Décors de plateau : Jacques Brizzio
- Costumes : Corinne Jorry
- Production : Yves Rousset-Rouard et Alain Siritzky
- Budget : estimé à 8 ou 10 millions de francs[3] (soit environ 6,1 ou 7,6 millions d'euros en 2022[4])
- Pays de production :  France
- Langue originale : français
- Genre : érotique, drame
- Format : couleur – 35 mm – 2,35:1 — Son monophonique
- Durée : 83 minutes
- Dates de sortie :
  - États-Unis : 15 décembre 1975
  - Japon : 20 décembre 1975
  - France : 25 janvier 1978
- Classification : X en France[5], puis réévaluée en -16[5], puis en -12[5]

## Distribution
- Sylvia Kristel (voix doublée par Brigitte Morisan) : Emmanuelle
- Umberto Orsini : Jean
- Frédéric Lagache : Christopher
- Catherine Rivet : Anna-Maria
- Henri Czarniak : Igor
- Tom Clark : Peter
- Marion Womble
- Florence Lafuma : Laura
- Claire Richard : Wong
- Laura Gemser : une des masseuses
- Eva Hamel : une des masseuses
- Christiane Gibeline : une des masseuses
- Jacqueline May Line
- Jean-Pierre Nam
- Marcel Lan Phuong
- Isabelle Olivier Lacamp
- Caroline Laurence : Ingrid
- Venantino Venantini : le joueur de polo
- Les danseuses du Doan Gong Chahn Ballet

## Production
Second opus de la série de films Emmanuelle, Emmanuelle l'antivierge connaît un destin particulier : après la fin de tournage, la commission de censure demanda au producteur de changer le titre, devenant ainsi Emmanuelle 2, puis par la suite, le secrétaire d'État à la culture lui attribue un classement X, mais le producteur Yves Rousset-Rouard fait appel de la décision auprès du tribunal administratif de Paris, et obtient sa diffusion en salles à partir du 25 janvier 1978,.
La chanson du générique de fin L'amour d'aimer est quant à elle composée par Francis Lai et chantée par Sylvia Kristel.

## Box-office
Le film sort dans de nombreux pays avant de pouvoir être distribué en France.
Sorti en France le 25 janvier 1978 avec une interdiction aux moins de 16 ans, Emmanuelle l'antivierge connaît un succès commercial au box-office, totalisant 2 249 707 entrées. Toutefois, il ne réitère pas l'énorme triomphe public du premier volet, qui totalisa 8 893 996 entrées au box-office français, soit 6 644 289 entrées de plus que le deuxième film.